# Aloe decurva
Aloe decurva ist eine Pflanzenart der Gattung der Aloen in der Unterfamilie der Affodillgewächse (Asphodeloideae). Das Artepitheton decurva stammt aus dem Lateinischen, bedeutet ‚heruntergebogen‘ und verweist auf die Ausrichtung des Blütenstandes.

## Beschreibung

### Vegetative Merkmale
Aloe decurva wächst stammlos oder sehr kurz stammbildend, ist einfach und nur manchmal in zwei Rosetten geteilt. Die 20 bis 24 schwertförmig lang zugespitzten Laubblätter bilden dichte Rosetten. Die trübgrüne, rötlich überhauchte Blattspreite ist bis zu 55 Zentimeter lang und 9 Zentimeter breit. Die stechenden Zähne am Blattrand sind 3 Millimeter lang und stehen 8 bis 15 Millimeter voneinander entfernt. Der Blattsaft ist trocken gelb.

### Blütenstände und Blüten
Der einfache Blütenstand, selten ist ein Zweig vorhanden, erreicht eine Länge von bis zu 90 Zentimeter. Die sehr dichten, breit zylindrischen bis leicht spitz zulaufenden Trauben sind 15 bis 20 Zentimeter lang und 10 bis 12 Zentimeter breit. Sie stehen an einem abwärts gebogenen Schaft und zeigen nach unten. Die eiförmig stumpfen Brakteen weisen eine Länge von 2 Millimeter auf und sind 3 Millimeter breit. Die bauchigen, leuchtend roten oder orangefarbenen Blüten stehen an 1 Millimeter langen Blütenstielen. Die Blüten sind 38 Millimeter lang und an ihrer Basis schmal gerundet. Auf Höhe des Fruchtknotens weisen die Blüten einen Durchmesser von 5 Millimeter auf. Darüber sind sie in der Mitte auf 11 Millimeter erweitert und schließlich zur Mündung verengt. Ihre äußeren Perigonblätter sind auf einer Länge von 33 Millimetern nicht miteinander verwachsen. Die Staubblätter und der Griffel ragen 10 bis 12 Millimeter aus der Blüte heraus.

## Systematik und Verbreitung
Aloe decurva ist in Mosambik auf dem Zembe-Berg im Bergrasland auf steilen Felshängen in Höhen von 915 bis 1060 Metern verbreitet. 
Die Erstbeschreibung durch Gilbert Westacott Reynolds wurde 1957 veröffentlicht.

## Nachweise